# Günther Hämmerlin
Günther Hämmerlin (* 31. Juli 1928 in Karlsruhe; † 12. November 1997 in München) war ein deutscher angewandter Mathematiker, der sich mit numerischer Mathematik befasste.

## Leben und Wirken
Günther Hämmerlin studierte Mathematik in Freiburg im Breisgau und promovierte 1954 bei Henry Görtler mit dem Thema Über die Lösung des Eigenwertproblems der Görtlerschen Instabilitäten laminarer Grenzschichten längs konkaven Wänden. Er habilitierte 1961 und war von 1965 bis 1996 Inhaber des Lehrstuhls für Angewandte Mathematik (Numerische Analysis) der Ludwig-Maximilians-Universität in München. Er war Herausgeber verschiedener mathematischer Zeitschriften und Buchreihen.
Zu seinen Doktoranden gehören die Professoren Karl-Heinz Hoffmann und Heinz-Gerd Hegering.

## Wissenschaftliche Herausgebertätigkeit
- Mitherausgeber der Zeitschrift Numerische Mathematik, Springer-Verlag, seit 1971.
- Hrsg. mit F. Hirzebruch, M. Koecher, K. Lamotke, R. Remmert: Lehrbuchreihe Grundwissen Mathematik, Springer-Verlag, seit 1977.
- Hrsg. mit R. Ansorge, L. Collatz, W. Törnig: Numerische Behandlung von Differentialgleichungen, ISNM Bd. 27, Birkhäuser Verlag, Basel 1975.
- Hrsg. mit J. Albrecht, L. Collatz: Numerische Behandlung von Differentialgleichungen mit besonderer Berücksichtigung freier Randwertaufgaben, ISNM Bd. 39, Birkhäuser Verlag, Basel 1978.
- Numerische Integration, ISNM Bd. 45, Birkhäuser Verlag, Basel 1979.
- Numerical Integration, ISNM vol. 57, Birkhäuser Verlag, Basel 1982.
- Hrsg. mit K.-H. Hoffmann: Improperly Posed Problems and their Numerical Treatment, ISNM vol. 63, Birkhäuser Verlag, Basel 1983.
- Hrsg. mit K.-H. Hoffmann: Constructive Methods for the Practical Treatment of Integral Equations, ISNM vol. 73, Birkhäuser Verlag Basel 1985.
- Hrsg. mit H. Braß: Numerical Integration III, Birkhäuser 1988 ISBN 0-8176-2205-5.
- Hrsg. mit H. Braß: Numerical Integration IV, Birkhäuser 1993, ISBN 0-8176-2922-X.

## Veröffentlichungen (Auswahl)
- Developments in solving integral equations numerically   , Proc. of the Workshop Numerical Integration, Recent Developments, Software and Applications Bergen, Norway, ed. by T.O. Espelid and A. Genz, 187–201, Kluwer Acad. Publ. Dordrecht 1992